# Dinky Toys
A marca Dinky Toys, foi usada para veículos miniatura feitos por Fundição injetada de metal produzidos pela Meccano Ltd – fabricante dos Hornby Trains.
Produtos com a marca Dinky Toys foram produzidos na Inglaterra entre 1935 e 1979. A fábrica ficava na Binns Road em Liverpool.

## Histórico
No início da década de 1930, a Meccano Ltd fabricava carros de brinquedo de folha de flandres e outros metais, como o Morgan e o Triciclo BSA, a maior parte em forma de kits que poderiam ser usados de forma independente ou agregados com outros produtos.
Em 1933 a Meccano Ltd lançou uma série de modelos e acessórios para Ferromodelismo na escala O da Linha "Hornby Trains". Esses acessórios foram chamados inicialmente de "Hornby Modelled Miniatures", mas na edição de abril de 1934 da Meccano Magazine eles foram chamados de "Meccano Dinky Toys" pela primeira vez.
Em dezembro de 1934, o nome "Dinky" foi usado também para o conjunto "Dinky Builder" no qual peças chatas de metal colorido, podiam ser juntadas e articuladas para construir mecanismos e veículos.
Em agosto de 1935, o nome Meccano foi retirado e a linha passou a ser chamada apenas de "DINKY TOYS" até 1971.

## Galeria
- Item Dinky Toys Nº 43, com um patrulheiros e motocicleta na escala O.
- Item Dinky Toys Nº 151a, um Tanque médio fabricado entre 1937 e 1941 e relançado entre 1947 e 1952.
- Item Dinky Toys Nº 914, um caminhão articulado produzido entre 1965 e 1970.
- Item Dinky Toys Nº 544, um Simca Aronde.

## Extinção
As alterações nas relações econômicas mundiais, e o uso de mão de obra mais barata em outros países, e o insucesso das tentativas de simplificar o processo industrial para enfrentar a concorrência, levaram ao fechamento da famosa fábrica na Binns Road em Liverpool em novembro de 1979. Como comparação, a Corgi Toys conseguiu permanecer em atividade até 1983. A Matchbox foi adquirida pela Universal International de Hong Kong em 1982, encerrando a era de brinquedos de metal fundido fabricados no Reino Unido.
A marca "Dinky" mudou de mãos antes de chegar à Matchbox International Ltd no final da década de 1980. Por algum tempo, alguns produtos Matchbox foram vendidos sob a marca Dinky. Na década de 1980 a Matchbox lançou modelos de carros das décadas de 1950 e 1960 com a marca "Dinky Collection", que eventualmente foi absorvida por uma coleção temática oferecida pela Matchbox Collectibles Inc, subsidiária da "gigante" Norte americana: Mattel, e daí por diante, usou a marca "Dinky" em série limitadas para mercados específicos. Nenhum modelo com a marca "Dinky" foi lançado na "era Mattel" desde que a linha "Matchbox Collectibles" saiu do mercado no ano 2000.